# Peltastes conflictivus
Peltastes conflictivus är en oleanderväxtart som beskrevs av J.F.Morales. Peltastes conflictivus ingår i släktet Peltastes och familjen oleanderväxter. Inga underarter finns listade i Catalogue of Life.